# Іванова Наталія Павлівна
Наталія Павлівна Іванова (рос. Наталья Павловна Иванова; нар. 11 травня 1969, Ангарськ, Іркутська область, РРФСР) — радянська, російська і таджицька борчиня вільного стилю, дворазова срібна та бронзова призерка чемпіонатів світу, срібна та дворазова бронзова призерка чемпіонатів Європи, учасниця Олімпійських ігор. Заслужений майстер спорту Росії з вільної боротьби. Заслужений тренер Росії. Занесена до енциклопедії «Найкращі люди Росії» (рос. Лучшие люди России).

## Життєпис
Боротьбою почав займатися з 1984 року. Весь час її наставником був Валерій Зайцев. На чемпіонаті світу 1991 року виступила у складі збірної Радянського Союзу і посіла четверте місце. Потім до 2002 року виступала за збірну Росії, за яку здобула всі свої титули. З 2002 по 2004 рік представляла збірну Таджикистану. Виступила у її складі на літній Олімпіаді 2004 року в Афінах і посіла 11 місце. У 2005 році повернулася до Росії, пробилася до складу збірної країни на чемпіонат світу 2006 року в Гуанчжоу. Однак на комісії з допуску їй оголосили: через те, що з моменту останнього виступу за збірну Таджикистану не минуло двох років, виступати вона не має права. Це положення Міжнародної федерації об'єднаних стилів боротьби вступило в дію напередодні, і в збірній Росії про нього не знали. У 2006 виступила за Росію на декількох міжнародних турнірах, але на світову і континентальну першість більше не потрапляла. У 2007 році стала срібною призеркою з пляжної боротьби на Світових борцівських іграх.
У Росії виступала за СДЮСШОР «Побєда» з міста Ангарськ, Іркутська область. 13-разова чемпіонка Росії. Завершила спортивну кар'єру в 2007 році.
У січні 2014 року стала директором ангарської СДЮСШОР «Побєда», вихованкою якої є сама. До цього була заступником директора цієї спортивної школи і старшим тренером-викладачем з жіночої вільної боротьби. Серед вихованців — срібна олімпійська медалістка 2008 року Альона Карташова.
Депутат міської Думи міста Ангарська.

## Спортивні результати на міжнародних змаганнях

### Виступи на Олімпіадах
| Змагання                    | Збірна      | Вагова категорія          | Місце |
| --------------------------- | ----------- | ------------------------- | ----- |
| Літні Олімпійські ігри 2004 | Таджикистан | жіноча боротьба, до 63 кг | 11    |

### Виступи на Чемпіонатах світу
| Змагання                        | Збірна      | Вагова категорія          | Місце  |
| ------------------------------- | ----------- | ------------------------- | ------ |
| Чемпіонат світу з боротьби 1991 | СРСР        | жіноча боротьба, до 65 кг | 4      |
| Чемпіонат світу з боротьби 1992 | Росія       | жіноча боротьба, до 61 кг | 7      |
| Чемпіонат світу з боротьби 1994 | Росія       | жіноча боротьба, до 61 кг | Бронза |
| Чемпіонат світу з боротьби 1995 | Росія       | жіноча боротьба, до 61 кг | Срібло |
| Чемпіонат світу з боротьби 1996 | Росія       | жіноча боротьба, до 61 кг | Срібло |
| Чемпіонат світу з боротьби 1999 | Росія       | жіноча боротьба, до 62 кг | 9      |
| Чемпіонат світу з боротьби 2000 | Росія       | жіноча боротьба, до 62 кг | 7      |
| Чемпіонат світу з боротьби 2001 | Росія       | жіноча боротьба, до 62 кг | 12     |
| Чемпіонат світу з боротьби 2003 | Таджикистан | жіноча боротьба, до 59 кг | 9      |

### Виступи на Чемпіонатах Європи
| Змагання                         | Збірна | Вагова категорія          | Місце  |
| -------------------------------- | ------ | ------------------------- | ------ |
| Чемпіонат Європи з боротьби 1996 | Росія  | жіноча боротьба, до 57 кг | Бронза |
| Чемпіонат Європи з боротьби 1999 | Росія  | жіноча боротьба, до 62 кг | 4      |
| Чемпіонат Європи з боротьби 2000 | Росія  | жіноча боротьба, до 62 кг | Бронза |
| Чемпіонат Європи з боротьби 2001 | Росія  | жіноча боротьба, до 62 кг | Срібло |
| Чемпіонат Європи з боротьби 2002 | Росія  | жіноча боротьба, до 59 кг | 8      |

### Виступи на Азійських іграх
| Змагання           | Збірна      | Вагова категорія          | Місце |
| ------------------ | ----------- | ------------------------- | ----- |
| Азійські ігри 2002 | Таджикистан | жіноча боротьба, до 63 кг | 6     |

### Виступи на Кубках світу
| Змагання                    | Збірна | Вагова категорія          | Місце |
| --------------------------- | ------ | ------------------------- | ----- |
| Кубок світу з боротьби 2001 | Росія  | жіноча боротьба, до 62 кг | 5     |

### Виступи на інших змаганнях
| Змагання                                                    | Збірна      | Вагова категорія                  | Місце  |
| ----------------------------------------------------------- | ----------- | --------------------------------- | ------ |
| Олімпійський кваліфікаційний турнір з боротьби 2004 (Туніс) | Таджикистан | жіноча боротьба, до 63 кг         | Бронза |
| Klippan Lady Open 2006                                      | Росія       | жіноча боротьба, до 59 кг         | Бронза |
| Золотий Гран-прі з боротьби 2006                            | Росія       | жіноча боротьба, до 59 кг         | Бронза |
| Світові ігри борців 2007                                    | Росія       | пляжна боротьба, до 70 кг (жінки) | Срібло |